# Дуго Поље (Сокобања)
Дуго Поље је насеље у Србији у општини Сокобања у Зајечарском округу. Према попису из 2022. било је 359 становника (према попису из 1991. било је 838 становника).

## Демографија
У насељу Дуго Поље живи 609 пунолетних становника, а просечна старост становништва износи 50,9 година (48,3 код мушкараца и 53,4 код жена). У насељу има 218 домаћинстава, а просечан број чланова по домаћинству је 3,17.
Ово насеље је великим делом насељено Србима (према попису из 2002. године).
|  |

| Демографија | Демографија | Демографија |
| Година      | Становника  | Становника  |
| ----------- | ----------- | ----------- |
| 1948.       | 1.353       |             |
| 1953.       | 1.368       |             |
| 1961.       | 1.322       |             |
| 1971.       | 1.167       |             |
| 1981.       | 1.060       |             |
| 1991.       | 838         | 838         |
| 2002.       | 690         | 698         |

| Етнички састав према попису из 2002.‍ | Етнички састав према попису из 2002.‍ | Етнички састав према попису из 2002.‍ | Етнички састав према попису из 2002.‍ | Етнички састав према попису из 2002.‍ |
| ------------------------------------ | ------------------------------------ | ------------------------------------ | ------------------------------------ | ------------------------------------ |
|                                      |                                      |                                      |                                      |                                      |
| Срби                                 | Срби                                 |                                      | 687                                  | 99,56%                               |
| Хрвати                               | Хрвати                               |                                      | 1                                    | 0,14%                                |
| Руси                                 | Руси                                 |                                      | 1                                    | 0,14%                                |
| непознато                            | непознато                            |                                      | 1                                    | 0,14%                                |

| Година пописа     | 1948. | 1953. | 1961. | 1971. | 1981. | 1991. | 2002. |
| ----------------- | ----- | ----- | ----- | ----- | ----- | ----- | ----- |
| Број домаћинстава | 270   | 285   | 280   | 272   | 251   | 229   | 218   |

| Број чланова      | 1  | 2  | 3  | 4  | 5  | 6  | 7 | 8 | 9 | 10 и више | Просек |
| ----------------- | -- | -- | -- | -- | -- | -- | - | - | - | --------- | ------ |
| Број домаћинстава | 48 | 56 | 29 | 33 | 20 | 18 | 9 | 5 | 0 | 0         | 3,17   |

| Пол    | Укупно | Неожењен/Неудата | Ожењен/Удата | Удовац/Удовица | Разведен/Разведена | Непознато |
| ------ | ------ | ---------------- | ------------ | -------------- | ------------------ | --------- |
| Мушки  | 295    | 57               | 199          | 27             | 11                 | 1         |
| Женски | 331    | 33               | 205          | 82             | 11                 | 0         |
| УКУПНО | 626    | 90               | 404          | 109            | 22                 | 1         |

| Пол    | Укупно                    | Пољопривреда, лов и шумарство | Рибарство                            | Вађење руде и камена | Прерађивачка индустрија       |
| ------ | ------------------------- | ----------------------------- | ------------------------------------ | -------------------- | ----------------------------- |
| Мушки  | 139                       | 49                            | 0                                    | 31                   | 9                             |
| Женски | 108                       | 76                            | 0                                    | 5                    | 2                             |
| УКУПНО | 247                       | 125                           | 0                                    | 36                   | 11                            |
| Пол    | Производња и снабдевање   | Грађевинарство                | Трговина                             | Хотели и ресторани   | Саобраћај, складиштење и везе |
| Мушки  | 2                         | 14                            | 9                                    | 2                    | 7                             |
| Женски | 0                         | 0                             | 5                                    | 3                    | 1                             |
| УКУПНО | 2                         | 14                            | 14                                   | 5                    | 8                             |
| Пол    | Финансијско посредовање   | Некретнине                    | Државна управа и одбрана             | Образовање           | Здравствени и социјални рад   |
| Мушки  | 0                         | 0                             | 3                                    | 3                    | 5                             |
| Женски | 0                         | 1                             | 2                                    | 1                    | 8                             |
| УКУПНО | 0                         | 1                             | 5                                    | 4                    | 13                            |
| Пол    | Остале услужне активности | Приватна домаћинства          | Екстериторијалне организације и тела | Непознато            | Непознато                     |
| Мушки  | 0                         | 0                             | 0                                    | 5                    | 5                             |
| Женски | 1                         | 0                             | 0                                    | 3                    | 3                             |
| УКУПНО | 1                         | 0                             | 0                                    | 8                    | 8                             |